# The Rembrandts
The Rembrandts é um grupo musical de pop rock/jangle pop dos Estados Unidos, segundo Steve Huey (no Allmusic), formado em 1990 por Danny Wilde e Phil Solem, antigos integrantes da banda de Los Angeles, Great Buildings.. A página oficial deles comenta que são mais conhecidos pelas músicas "Just The Way It Is, Baby" e "I'll Be There for You" - esta última, tema de abertura do seriado Friends

## História

### 1990-1992:The Rembrandts,Untitled
Na primavera de 1990, Danny Wilde e Phil Solem, antigos integrantes da banda Great Buildings, se juntam em estúdio para gravar algumas demos com a ajuda do baterista Pat Mastelotto. Estas primeiras gravações impressionaram a Atco Records - de acordo com a biografia do The Rembrandts na sua página oficial - a tal ponto que foram liberadas para o primeiro disco, The Rembrandts, lançado no mesmo ano. O primeiro single foi "Just The Way It Is, Baby"., que atingiu a posição #14 na Billboard Hot 100, seguido da canção "Someone", que atingiu #78; com o disco atingindo posição #88 na Billboard 200. Os Rembrandts fariam uma turnê por mais de um ano antes de voltar ao estúdio para gravar. Dois anos depois, a dupla lança, pela mesma gravadora, o álbum Untitled, que forneceu a música "Johnny Have You Seen Her?" (#54 no Hot 100). Outra música do álbum, "Rollin' Down The Hill", que muitos consideram a melhor canção da banda, segundo sua biografia, faria parte da trilha sonora do filme Dumb & Dumber; mas também está na coletânea Poptopia! Power Pop Classics of The '90s (de 1997)

### 1995: "I'll Be There for You",L.P.
No ano de 1994, The Rembrandts estavam elaborando um novo álbum. Antes de seu lançamento, Danny Wilde e Phil Solem tinham, anonimamente, gravado uma música tema para um programa de TV. A dupla não sabia quanto tempo duraria o programa, mas a série Friends se tornou um sucesso, e a música que gravaram, "I'll Be There for You", estava entre as músicas mais pedidas na rádio (mesmo apenas como um tema de 32 segundos). Foram obrigados (pela gravadora) a adicionar uma versão de corpo inteiro da música para seu terceiro disco, L.P., de 1995.. "I'll Be There for You" se tornou uma canção presente nas rádios e que atingiu #17 no Hot 100; com o disco atingindo posição #23 na Billboard 200. Steve Huey, no Allmusic, cita que L.P. se tornou disco de platina

### 1997-2006: Separação,Spin This, retorno,Lost Together,Choice Picks,Greatest Hits
A dupla se separou em 1997. Em 1998 sai o álbum Spin This (assinado apenas como Danny Wilde + The Rembrandts na capa - Discogs). No ano 2000, Danny Wilde e Phil Solem se reunem e, em 2001, lançam outro álbum aclamado pela crítica, Lost Together.. Em 2005, lançam uma coleção de sucessos regravados, chamada Choice Picks. A escolha em regravar antigas canções foi motivada pelo fato de que procuraram sua antiga gravadora para lançar uma coleção, sem obter sucesso. Apenas no ano seguinte, a Rhino Records lança uma coleção de música deles, The Rembrandts - Greatest Hits, com duas músicas do Great Buildings no início do CD

## Discografia

### Álbuns
- The Rembrandts (1990) - Atco Records
- Untitled (1992) - Atco Records
- L.P. (1995) - EastWest Records America
- Spin This (1998) - EastWest Records America (lançado como Danny Wilde + The Rembrandts)
- Lost Together (2001) - J-Bird Records[14]
- Choice Picks (2005) - Varèse Sarabande / Fuel 2000[15]

### Coletâneas
- The Rembrandts - Greatest Hits (2006) - Rhino Records

### Músicas em coletâneas de power pop
- Poptopia! Power Pop Classics of The '90s (1997) - Rhino Records (música "Rollin' Down The Hill")